# Giovane Élber
Giovane Élber, właśc. Élber de Souza (ur. 23 lipca 1972 w Londrinie) – brazylijski piłkarz występujący na pozycji napastnika, podczas występów w Europie nadano mu przydomek Giovane Élber. Karierę zakończył w 2006 roku. Uczestnik niemieckiej edycji Tańca z gwiazdami.
Élber rozpoczynał swoją klubową karierę w Europie w 1991 roku w szwajcarskim klubie Grasshopper Club. W 1990 podpisał kontrakt z A.C. Milan, jednak zagrał w tym klubie jedynie jeden mecz w Pucharze Włoch i powrócił do Szwajcarii. W 1994 roku zdobył mistrzostwo kraju i przeniósł się do Bundesligi, gdzie wypromował się w barwach VfB Stuttgart, zdobywając Puchar Niemiec w 1997 roku. W tym samym roku został sprzedany do Bayernu Monachium (numer na koszulce: 9). Przez kilka sezonów był jednym z najlepszych zawodników i symbolem klubu. Zdobył z Bayernem czterokrotne mistrzostwo Niemiec (1999, 2000, 2001, 2003), Ligę Mistrzów i Puchar Interkontynentalny w 2001 roku. W sezonie 2002/2003 wspólnie z Thomasem Christiansenem został królem strzelców 1. Bundesligi, zdobywając 21 goli. W Bundeslidze łącznie zdobył 133 gole w 260 meczach.
W 2003 Élber został zawodnikiem klubu Ligue 1 Olympique Lyon, z którym zdobył tytuł mistrza Francji w sezonie 2003/2004. W 2005 przez krótki czas był zawodnikiem Borussii Mönchengladbach, jednak szybko wrócił do Brazylii, gdzie występował w Cruzeiro EC. W 2006 piłkarz zdecydował się zakończyć swoją zawodniczą karierę z powodu kontuzji kostki. W latach 2007–2010 zajmował się skautingiem (wyszukiwaniem talentów) w Bayernie Monachium.

## Kariera reprezentacyjna
Élber zadebiutował w reprezentacji Brazylii 5 lutego 1998 i występował w niej do 2001 roku, jednak przegrał rywalizację z Ronaldo i Rivaldo, co zaprzepaściło jego szanse na wyjazd na Mistrzostwa Świata 2002. Ogółem rozegrał dla kadry 15 meczów i zdobył 7 bramek.